# Charles du Fresne, sieur du Cange

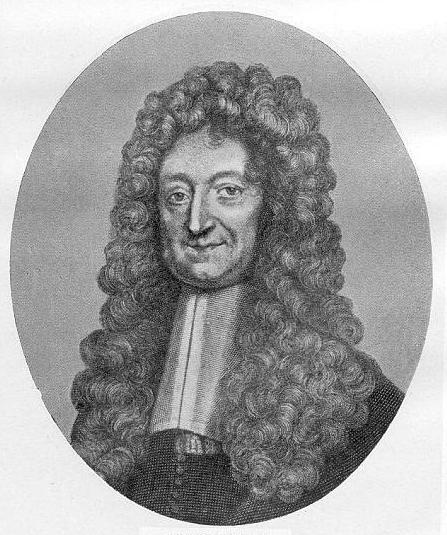
Charles Du Fresne, Seigneur Du Cange.

Charles du Fresne, sieur du Cange (także Ducange, Du Cange) (ur. 18 grudnia 1610 w Amiens, zm. 23 października 1688 w Paryżu) – francuski prawnik, historyk i leksykograf.

## Życie
Urodził się jako piąty syn Louis Du Fresne, sieur de Frédeval et du Cange, który był królewskim wójtem Beauquène koło Amiens. Kształcił się u jezuitów w Amiens. Następnie studiował prawo w Orleanie. 11 sierpnia 1631 został adwokatem w parlamencie paryskim. Wkrótce powrócił do Amiens, gdzie 19 lipca 1638 poślubił 10 lat młodszą Catherine Du Bos, córkę skarbnika miasta Amiens. Żona wniosła mu znaczny posag. W tym samym roku zmarł jego ojciec. Charles du Fresne odziedziczył dom w Amiens, inne dobra i tytuł sieur du Cange. 10 czerwca 1645 kupił urząd swojego teścia i sprawował go do 1668. Miał dziesięcioro dzieci, z których czworo dożyło wieku dorosłego. Jego brat Michał du Fresne, był jezuitą i profesorem teologii.

## Działalność naukowa
W wieku 20 lat opracował genealogię swojej rodziny. W Amiens poświęcił się studiom historycznym. Ponoć nawet w dniu swojego ślubu poświęcił im 6 lub 7 godzin. W 1657 wydał swoją pierwszą pracę historyczną. W 1668 z powodu epidemii opuścił Amiens i pojechał do Paryża. Tam zaprzyjaźnił się z Léonem d’Hérouval, uczonym o podobnych zainteresowaniach, który wspierał go w następnych dziesięcioleciach. Du Cange zrezygnował z zatrudnienia sekretarza i pisał wszystko własnoręcznie.
Charles du Fresne opracował obszerne słowniki języka łacińskiego Glossarium ad scriptores mediae et infimae latinitatis i greckiego. Oba są nadal wykorzystywane przez naukowców. Ważnym dziełem jest również Historia Bizancjum (Historia Byzantina), która składa się z topografii Konstantynopola („Constantinopolis Christiana”) i genealogii rodów bizantyjskich („De familiis Byzantinis”). Wydał Historię Jana Kinnama, Kronikę Zonarasa i Chronicon Paschale, ale zaopatrzył te wydawnictwa, tak jak i uprzednio opublikowane przez Poussina dzieła Anny Komneny i Nicefora Bryennosa, wyczerpującym komentarzem. Jednocześnie prowadził wielostronne, na niesłychanie szeroką skalę zakrojone badania z zakresu historii, filologii, genealogii, topografii i numizmatyki.
Wiele jego prac nie zostało wydanych. Jego bogata spuścizna jest przechowywana w Bibliotece Narodowej w Paryżu, Bibliotece Arsenału w Paryżu i Bibliotece Miejskiej w Amiens. Rękopisy zawierają prace na temat historii Francji, Pikardii, łacińskiego Zachodu i Cesarstwa Bizantyńskiego.

## Autor
- Traité historique du chef de saint Jean-Baptiste. Paris 1665.
- Glossarium ad scriptores mediae et infimae latinitatis. Paris 1678 (3 tomy).
- Historia byzantina duplici commentario illustrata. Paris 1680 (2 tomy).
- Glossarium ad scriptores mediae et infimae Graecitatis : Glossarium ad scriptores mediae et & infimae Graecitatis : in quo Graeca vocabula novatae significationis ... ; ex libris ed., inded., veteribusque monumentis… Lugduni (Lyon): Posuel u.a. 1688 (2 tomy). – 2. wydanie Paris: Welter 1905. – Przedruk Graz: Akademische Druck- u. Verlagsanstalt, 1958.

## Wydawca
- Geoffroy de Ville-Hardouin: Histoire de l'Empire de Constantinople sous les empereurs françois. Paris 1657 (2 tomy)
- Jean de Joinville Histoire de Saint Louis Roi de France. Paris 1668.
- Johannes Kinnamos Historiarum de rebus gestis a Joanne et Manuele Comnenis. Paris 1670.
- Johannes Zonaras Annales ab exordio mundi ad mortem Alexii Comneni (Éd.). Paris 1686 (2 tomy).
- Chronicon Paschale : a mundo condito ad Heraclii Imperatoris annum vigesimum (nach dem Tode herausgegeben von Étienne Baluze). Paris 1688.